# Twist in My Sobriety
Singles de Tanita Tikaram
Good Tradition
(1988) Cathedral Song
(1989)
Pistes de Ancient Heart
For All These Years Poor Cow
Twist in My Sobriety est une chanson écrite, composée et interprétée par Tanita Tikaram. Paru en 1988 comme second single de son premier album Ancient Heart, elle s'est classée dans le Top 10 de nombreux pays européens, particulièrement en Autriche et en Allemagne. La chanson a eu un succès relatif aux États-Unis et en Australie.
En 1996, une version remixée est parue en single.
En 2001, la chanson est apparue dans le film Bandits.
La phrase d'ouverture de la chanson, « All God's children need travelling shoes », est le titre d'un livre de la poétesse Maya Angelou.

## Vidéo-clip
Réalisé par Gerard de Thame, le clip, teinté de sepia, a été filmé dans un village de l'Altiplano bolivien.

## Liste des titres

### 1988[2]
| No | Titre                       | Durée |
| -- | --------------------------- | ----- |
| 1. | Twist in My Sobriety (edit) | 3:53  |
| 2. | Friends                     | 2:13  |

| No | Titre                       | Durée |
| -- | --------------------------- | ----- |
| 1. | Twist in My Sobriety (edit) | 3:53  |
| 2. | I Love You                  | 2:45  |

| No | Titre                       | Durée |
| -- | --------------------------- | ----- |
| 1. | Twist in My Sobriety (edit) | 3:53  |
| 2. | Good Tradition              | 2:50  |

| No | Titre                                | Durée |
| -- | ------------------------------------ | ----- |
| 1. | Twist in My Sobriety (version album) | 4:51  |
| 2. | Friends                              | 2:13  |
| 3. | For All These Years                  | 5:14  |

| No | Titre                       | Durée |
| -- | --------------------------- | ----- |
| 1. | Twist in My Sobriety (edit) | 3:53  |
| 2. | Friends                     | 2:13  |
| 3. | The Kill in Your Heart      | 3:42  |
| 4. | For All These Years         | 5:14  |

| No | Titre                                | Durée |
| -- | ------------------------------------ | ----- |
| 1. | Twist in My Sobriety (edit)          | 3:53  |
| 2. | Twist in My Sobriety (version album) | 4:51  |

### 1996
Allemagne CD maxi
 Royaume-Uni CD single
| No | Titre                                              | Durée |
| -- | -------------------------------------------------- | ----- |
| 1. | Twist in My Sobriety (Tikaramp radio)              | 4:25  |
| 2. | Twist in My Sobriety (Phil Kelsey vocal)           | 9:41  |
| 3. | Twist in My Sobriety (Extended Bumps Fluidity mix) | 5:15  |
| 4. | Twist in My Sobriety (Tikaramp vocal)              | 6:51  |
| 5. | Twist in My Sobriety (SFX Sobriety mix)            | 6:55  |

## Crédits
- Batterie - Peter Van Hooke

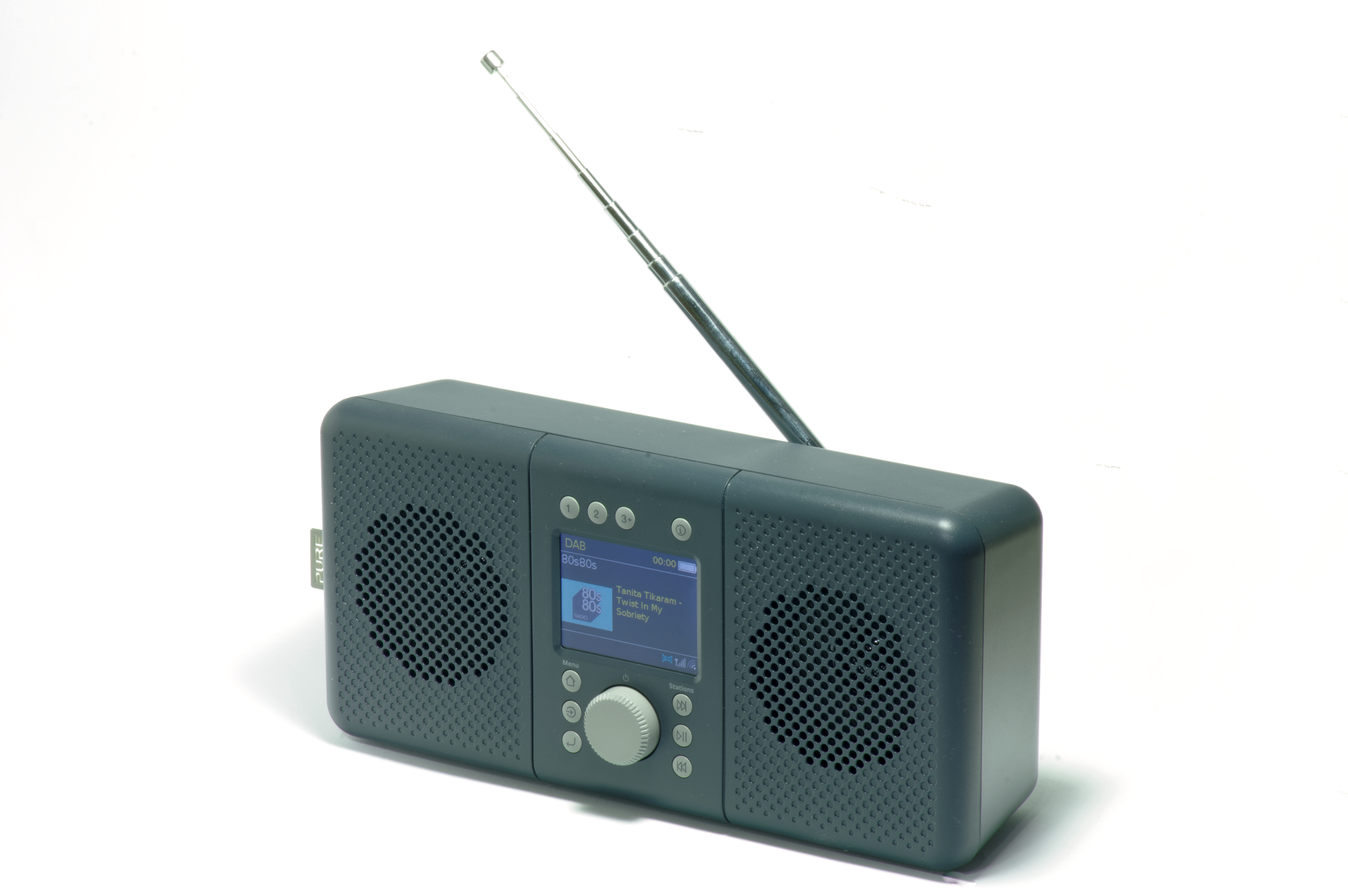
Twist in My Sobriety sur DAB+

- Chanteuse et guitare - Tanita Tikaram
- Claviers - Rod Argent
- Hautbois - Malcolm Messiter
- Arrangé par Rod Argent, Tanita Tikaram et Peter Van Hooke
- Enregistré par Simon Hurrell
- Mixé par Rod Argent, Simon Hurrell et Peter Van Hooke
- Design - T&CP Associates
- Photographie - Peter Moss

## Classements et certifications
| Classement (1988–1989)                          | Meilleure position |
| ----------------------------------------------- | ------------------ |
| Allemagne                                       | 2                  |
| Australie (ARIA)                                | 23                 |
| Autriche (Ö3 Austria Top 40)                    | 2                  |
| États-Unis Billboard Hot Modern Rock Tracks     | 25                 |
| États-Unis Billboard Hot Mainstream Rock Tracks | 47                 |
| France (SNEP)                                   | 6                  |
| Irlande                                         | 10                 |
| Norvège (VG-lista)                              | 6                  |
| Pays-Bas (Nederlandse Top 40)                   | 26                 |
| Royaume-Uni                                     | 22                 |
| Suisse (Schweizer Hitparade)                    | 6                  |

| Pays             | Certification | Vente   |
| ---------------- | ------------- | ------- |
| Allemagne (BMVI) | Or            | 250 000 |
| France (SNEP)    | Argent        | 200 000 |

## Reprises
- 1989 - Liza Minnelli dans l'album Results (réalisé par Pet Shop Boys)
- 1990 - Meiju Suvas dans l'album Sydän tietää (version finlandaise "Rakkauden muistomerkki")
- 1994 - Abigail dans l'album Feel Good
- 1999 - Dreadful Shadows dans l'album The Cycle
- 2002 - Darkwell dans l'EP Conflict of Interest
- 2006 - Anneli Mattila dans l'album Laulun lahjan sain (reprise de "Rakkauden muistomerkki")
- 2008 - Szidi Tobias dans l'album Ohrožený druh (version tchèque "Závoj tkaný touhami")
- 2011 - Sebastian Krieg & Strobe
- 2016 - Chester page
- 2019 - Rigmor Gustafsson dans l'album Come Home